# Gulb
Gulb (deutsch Gulbien) ist ein Ort im Landkreis Ilawski in der polnischen Woiwodschaft Ermland-Masuren und gehört zur Landgemeinde Iława.

## Geographische Lage
Der Ort liegt im ehemaligen Westpreußen, etwa 9 Kilometer südwestlich von Ilawa. Nordwestlich von Gulbien liegt der Gulbier See.

## Botanik
Der Botaniker und Apotheker Rosenbohm erforschte im Jahr 1873 die Pflanzenwelt von Gulbien. Er berichtet wie folgt: "Auf Wunsch des Herrn Prof. Caspary machte ich in der zweiten Hälfte des Juli eine Exkursion nach Gulbien, um in dieser Gegend die Verbreitung der Pflanzen zu erforschen. Der Besitzer des Gutes, Herr Wedding, kam mir dabei mit der größten Freundlichkeit entgegen und unterstützte mich, so oft es nöthig, mit seinem Fuhrwerk. Die Umgegend Gulbiens kann man sehr hübsch nennen; sie erinnert an die Landschaft Masurens. Grosse Laubwälder, mit besonders großen und schönen Roth-Buchen, Birken, Erlen etc., viele Seen, größere und kleinere Erhebungen (bis 250 Fuss) zeigen sich den Blicken des Wanderers. In der Nähe der Seen finden sich oft bedeutende Torfbrüche, die aber in diesem Jahre, der großen Dürre wegen, fast völlig ausgetrocknet waren, daher nur sehr wenige Pflanzen boten. Die großen Laubwälder, wie die herzogwald'er und finkenstein'er Forst, letztere am Geserich-See gelegen, zeigten einen üppigen Pflanzenwuchs und lieferten den Beweis für die Fruchtbarkeit des Bodens. Staunenswerth waren die großen Strecken mit Urtica dioica, die oft eine Höhe von 6 Fuss und darüber erreichten. Ganze Hopfengärten, oft laubenartig mit den Bäumen verbunden, ziehen sich durch die Wälder und sind besonders an den Ufern des Geserich von bedeutender Ausdehnung.
Während meines 18-tägigen Aufenthalts habe ich gegen 600 Arten von Pflanzen gefunden, von denen die selteneren folgende sind:"
In Gulbien:
Galium silvaticum
Centaurea solstitiulis, südwestlich vom Garten auf einer Anhöhe
Elymus arenarius, Sandberg, dem Kirchberg gegenüber
Botrychium rutaceum, Willd., Fichtenwäldchen, südwestlich von Gulbien
Laserpitium prutencium, Ostrand des Fichtenwäldchens nach dem Wolka'er Wege zu
Hydrocotyle vulgaris, Westrand des scharschauer Sees
Armeria vulgaris, Fichtenwäldchen, südwestlich von Gulbien
Botrychium Matrieariae Spr., Fichtenwäldchen, südwestlich von Gulbien
Asperula odorata
Malva Alcca
Rubus saxatilis, Fichtenwäldchen südwestlich von Gulbien
Chaerophyllum aromaticuma am Garten
Epipactus latitolia a) viridans Crntz., Fichtenwäldchen, südwestlich von Gulbien

## Geschichte

Gulbien südöstlich von Marienwerder und nordöstlich von Graudenz auf einer Landkarte von 1908.

Nach der Schlacht von Tannenberg 1410 zogen Polen durch Gulbien und zerstörten das Dorf. 1414 wurde Gulbien dann restlos von den Polen zerstört. Alle Siedlungen waren niedergebrannt. Der Schulze flüchtete und blieb am Leben, zwei Menschen wurden erschlagen, sechs verschleppt. Nach den Kämpfen wurde das Dorf wieder aufgebaut. Der Schulze bat um Erneuerung der Handfeste (Siedlungsurkunde) und erhielt sie 1447.
Gulbien gehörte nach dem Thorner Frieden 1466 bis zur ersten Teilung Polen-Litauens 1772 zum späteren Herzogtum Preußen und lag direkt an der Grenze zu Preußen königlichen Anteils.
Gulbien war lange im Besitz des Geschlechts Sudeck/S.-Wilczewski, welches auch Golmen im Marienwerderschen besaß. Das Geschlecht der Sudecks war in Preußen zwischen dem 16. Jahrhundert bis ins 18. Jahrhundert ansässig.
1786/1787 führte eine Frau von Winterfeld auf Gulbien einen Rechtsstreit mit Musketier Dethuno.
1788 war Friedrich Jacob von Stolterfoth, Leutnant beim Hus. Regiment v. Wolki, Besitzer von Gulbien Stolterfoth starb 1812 vermutlich kinderlos. Aus den Jahren 1789–1798 sind mehrere Rechtsstreitereien von Frau von Stolterfoth geb. von Auerswald auf Gulbien überliefert. Es ist davon auszugehen, dass es sich bei Frau von Stolterfoth um Henriette von Stolterfoth, verwitwete von Winterfeld, geborene von Auerswald aus Groß Plauth handelt.
Im Jahr 1789 bestand Gulbien aus einem Dorf mit einem Gasthaus, einem Bauernhof mit Grundbesitz und dem Adelsgut (insgesamt 28 Häuser).
1822 beabsichtigte Frau von Stolterfoth das Gut Gulbien mit 46 katastierten kulmischen Hufen, mit viel Wiesewachs und gutem Boden, zu verkaufen.
Im Januar 1829 war es auffällig kalt in der Region und neben Grippe- und Erkältungskrankheiten brach in Gulbien die Pockenkrankheit aus.
Im 19. Jahrhundert war die anthropologische Section der Naturforschenden Gesellschaft in Danzig sehr aktiv in der Erforschung von Bodenfunden. Herr Wedding aus Gulbien berichtete am 26. Februar 1875 vor der Section, dass er vor längerer Zeit auf seinem Gute bei Deutsch-Eylau ein Urnengrab entdeckte, dessen Inhalt er „dem Vereine überschickte, welches außer mehreren Broncen ein Stück geschmolzenen Glases enthielt. Es zeichnet sich bei diesem Funde besonders eine vollständig erhaltene Bronzefibel durch jene höchst gefällige, einfache Form aus, welche für die etrurisch-italische Fabrication charakteristisch ist und auf die ersten Jahrhunderte unserer Zeitrechnung hinweist“. Am 27. Oktober 1875 berichtet Direktor Töppen aus Marienwerder „in ausführlicher Weise über die Untersuchung jenes Grabes bei Gulbien in der Nähe von Deutsch Eylau, von dessen Inhalt schon in der vorigen Sitzung eine sehr schön erhaltene Fibula vorgelegt werden konnte. Es war ihm gelungen, Theile der Urne und eines aus Knochen zusammengesetzten Schmuckes, an welchem noch eine Bronceniete erhalten war, aufzufinden. Diese Objekte schenkte er dem Verein“.
Über das Gräberfeld in Gulbien referierte Dr. M. Töppen 1876: "Herr Gutsbesitzer Wedding in Gulbien, von dem ich schon im vorigen Jahre mehrere antiquarische Mittheilungen erhielt, theilte mior schon im April dieses Jahres mit, dass er nahe seinem Wohnhausse auf einem Platze, der seit Menschengedenken beackert, aber doch noch durch einen niedrigen Wall markiert sei, beim Ausheben des Bodens behufs Anlage einer neuen Schule ein Urnenfeld gefunden habe. Urnenscherben fanden sich in Menge vor, die aber nichts besonders Merkwürdiges hatten, dann aber kam auch ein sehr interessanter Fund zu Tage. 'Drei Fuß unter der Erdoberfläche stand (leider vom Spaten etwas lädiert, aber von mir wieder zusammengeleimt) eine Urne mit knochen und Ascheresten von bis jetzt, so viel ich weis, nicht beobachteter Form, nämlich ähnlich wie eine lederne oder mit Leder bezogene österreichische Feldflasche oder wie eine Bocksbeutelflasche mit vier Henkeln; die Urne ist schwarz, unglasirt, roh bearbeitet." Auch fand sich in der Nähe jenes Platzes das Gerippe eines Menschen in einer fünf Fuß tiefen Grune, daneben einige Pferdeknochen und Kohlen, doch sind, wie unsere Untersuchung ergeben hat, alle diese Dinge schwerlich früher als im 19. Jahrhundert unter die Erde gekommen, desgleichen ein Schädel, in dem ein Fragment eines modernen abgebrochenen Messers steckte. Die Mitteilung veranlasste mich zu einem wiederholten Besuche in Gulbien, wo mir Herr Wedding das Gefäß nebst einigen anderen Thonsachen übergab. Er machte mich im besonderen auch noch auf eine harzartige Masse aufmerksam, welche in jener vierhenkeligen Urne gefunden sei. Sie hat, wie ich nun noch hinzufügen kann, die Gestalt einer flachen aber kreisrunden Flasche. Die beiden kreisförmigen Seitenflächen, von denen die eine zur Hälfte zerstört ist, haben einen Durchmesser von 15 Zentimetern, stehen 6 Zentimeter voneinander ab und wölben sich mit den Rändern gegeneinander. Diese Schmalseite ist am Boden breit gedrückt, so dass hier eine Fläche von 8 bis 9 Zentimetern Durchmesser entsteht, auf welcher das Gefäß aufrecht stehen kann. Dieser Fläche gegenüber liegt die nur 2½ Zentimeter weite Halsöffnung. Vom Halse selbst ist nur ein ganz kurzer Ansatz erhalten. An der Schmalseite stehen zwischen Hals und Boden einerseits zwei kurze Henkel, andrerseits ist nur der obere erhalten, der untere mit dem anstossenden Theile der Seitenfläche verloren. Die Henkel sehen fast so aus, als wenn sie zum Durchziehen eines Bandes bestimmt gewesen wären, an dem man das Gefäß tragen könnte. Seine Verwendung als Ascheurne ist sehr auffallend. [...] Ein drittes Mal fand ich Gelegenheit, ähnlichen Nachsuchungen nach Todtenurnen beizuwohnen in Gulbien, einem Rittergute etwa anderthalb Meilen westlich von Dt. Eylau. Herr Wedding, der Besitzer dieses Gutes, hatte mir von einem merkwürdigen Funde erzählt, der vor einigen Jahren auf seinem Grund und Boden von seinen Leuten gemacht, aber bis vor Kurzem ihm selbst verborgen geblieben sei; die Leute hätten allerlei Schmucksachen von Silber und Bronce, Armringe, Fibula, Ketten und dergleichen gefunden, aber theils sofort an vorüberziehende Hausierer verhandelt, teils ihren Kindern zum Spielen gegeben, und alle Nachforschung nur noch zur Entdeckung weniger Stücke, einer vollständig erhaltenen Broncefibula, eines Stückes geschmolzenen Glases u. dgl. geführt; diese Sachen habe er seiner Zeit der naturforschenden Gesellschaft in Danzig vorgelegt. Bei meiner Anwesenheit in Gulbien hatte er nun die Güte, mich auf das Ackerstück zu führen, wo der Fund gemacht war; die mitgenommenen Arbeiter erinnerten sich auch noch ungefähr der Stelle, wo die Sachen gelegen hatten, doch mussten noch mehrere tiefe Gräben durch den leichten fast steinlosen Boden in verschiedenen Richtungen gezogen werden, ehe wir die rechte Stelle trafen. Und hier fand sich nichts weiter als einige Scherben einer schwärzlichen ungebrannten Urne von nicht sehr beträchtlicher Größe denn der untere Theil derselben ließ sich noch vollständig zusammensetzen, einige geringe Knochenreste, etwas Weniges der Asche, einige ganz kleine Glasstückchen (wenn es anders wirklich Glasstückchen sind) und – was mir am merkwürdigsten erscheint – ein Broncestift in einer knochenartigen Masse. Die Arbeiter schienen die Stelle genau zu erkennen und versicherten, in diesem Topf waren vor Jahren die oben bezeichneten Sachen gefunden. Wenn nach diesen Äußerungen, sowie nach den Resten der Urne, nach der Asche und den Knochen zu urteilen, hier wirklich von einem Grabfunde und nicht von einem Schatze die Rede ist, so muss doch bemerkt werden, dass auf dem ganzen Felde umher weit und breit keine Spuren eines zweiten Grabes gefunden sind. – Auf der Rückkehr von dem Felde machte mich Herr Wedding in anderer Gegend auf zwei einander ziemlich nahe gelegene, noch unbeackerte Flächen aufmerksam, welche sich mit ziemlich breiten Rändern über die benachbarten Aecker mehrere Fuß, an verschiedenen Stellen 3, 4, 6 bis 8 Fuß, erheben. Die steilen Ränder erklärten sich nicht durch das Umpflügen der unbenutzten Stücke auf dem etwas ...trägigen Terrain. Aber warum waren sie gewohnheitsmässig nicht beackert? warum hatte man sie periodisch immer wieder mit Gebüschen bewachsen lassen? Hierauf fanden wir keine andere Antwort als die: Es scheinen Heidenkirchhöfe zu sein. Der Gedanke kam von selbst, ... wir beim ersten Nachsuchen eine Menge von Urnenscherben an der Oberfläche, und bei kurzem Nachgraben auch unter der Erde fanden. Es waren aber nur Bröckel, keine ganze Urne."
Im Sommer 1882 reiste Realgymnasiallehrer Schultze im Auftrag der Sektion in den Kreis Rosenberg. Er traf auf den Gutsbesitzer Wedding von Gulbien, welcher ebenfalls sehr interessiert in dem alten Erbe war. Herr Schultze erhielt von Rittergutbesitzer Wedding „eine aus neuerer Zeit stammende Schrottform nebst Löffel, welche dort [Gulbien] unter einer Erle entdeckt wurde“. Schultze berichtete auf der Sitzung der Section am 1. November 1882, dass zwei vergoldete Bronzekopfreifen, deren einer ornamentiert ist, und eine große Bronze-Nadel mit spiralig aufgewundenem Kopfende beim Pflügen in Gulbien bei Dt. Eylau aufgefunden und vom Rittergutbesitzer Herrn Wedding daselbst dem hiesigen Museum geschenkt worden sei. Am 10. Januar 1883 berichtete Schultze über Steinbilder (im Kreise irrtümlich Mönchsteine genannt), welche er im Sommer 1882 besichtigte. Rittergutbesitzer Wedding zeigte ihm eine derartige Figur, welche aus einem 1,43 m hohen rothen Syenit gemeisselt wurde. „Sie stellt einen Krieger dar, der in der Rechten einen Gegenstand hält, der vielleicht eine kleine Wurfkeule vorstellen soll, mit der Linken hält er einen Bogen, an derselben Seite hängt ein kurzes Schwert. Dieses Steinbild steht auf einem Felde von Mosgau bei Gulbien am Ufer eines kleinen Sees, an dessen gegenüberliegendem Ufer ein von Menschen aufgeworfener Sandhügel, vermuthlich ein Grabhügel, sich befindet“. Am 21. März 1883 berichtete Schultze vor der Section, dass ihm heidnische Begräbnisstätten in Gulbien angezeigt wurden.
1896 kaufte die Preußische Ansiedlungskommission das Gut Gulbien (768 ha) von dem Gutsbesitzer Wentscher und parzellierte das Gut für die Ansiedlung von Kolonisten.
1921 wurde Gulbien durch das Westpreußische Überlandwerk in Rosenberg an das Stromnetz angeschlossen. Von 1931 bis 1934 wurde die Chaussee von Traupel über Gulbien, Groß Herzogswalde, Seegenau nach Sommerau ausgebaut. Dank der Unterstützung des Sport- und Turnvereins wurden 1937 ein Schwimmbad am Gulbier See mit Sprungturm in Betrieb genommen.
Am 21. Januar 1945 flohen die Bewohner von Gulbien bei eisiger Kälte und Schnee vor der heranrückenden Roten Armee. In und um Gulbien muss es in den darauf folgenden Stunden und Tagen zu Kampfhandlungen gekommen sein. Häuser und Stallungen brannten nieder oder wurden beschädigt. Die 7. Panzer-Division stieß am 23. Januar südwestlich von Deutsch-Eylau mit der Roten Armee zusammen „und es kam zu einem schweren Kampf Panzer gegen Panzer. Aus diesem Gefecht kehrt der Führer des Panzer-Regiments 25, Major v. Petersdorff-Kampen, mit einer Anzahl von Offizieren und Panzerbesatzungen nicht zurück. 13 Panzer wurden – wie sich später herausstellt – wegen Mangels an Kraftstoff eingeschlossen, nach Verschuß ihrer gesamten Munition gesprengt und die Besatzungen vom Feinde überwältigt. Ein kleiner Teil der Besatzungen konnte unverletzt aus den Panzern aussteigen und fand sich nach Tagen wieder bei der Einheit ein“

## Demografie
Die Zahl der Einwohner und Wohngebäude betrugen in den folgenden Jahren:
- 1817 - 53 Personen, 24 Häuser
- 1831 - 116 Personen, 16 Häuser
- 1864 - 186 Personen, 9 Häuser
- 1871 - 176 Personen, 10 Häuser
- 1885 - 150 Personen, 10 Häuser
- 1905 - 341 Personen, 53 Häuser
- 1933 - 477 Personen (einschließlich Bonin (Zazdrość) und Scharschau (Skarszew))[25]